# Pealius kankoensis
Pealius kankoensis là một loài côn trùng cánh nửa trong họ Aleyrodidae, phân họ Aleyrodinae.
Pealius kankoensis được Takahashi miêu tả khoa học đầu tiên năm 1933.